# Naples (Utah)
Naples es una ciudad del condado de Uintah, estado de Utah, Estados Unidos. Según el censo de 2000 su población era de 1300 habitantes.

## Geografía
Naples se encuentra en las coordenadas 40°25′58″N 109°29′54″O / 40.43278, -109.49833.
Según la oficina del censo de Estados Unidos, la localidad tiene una superficie total de 16,9 km². No tiene superficie cubierta de agua.
- Datos: Q482396
- Multimedia: Naples, Utah / Q482396

1. ↑  Zip Data Maps, código ZIP n.º 84078.